# Тітусвілл (Пенсільванія)
Тітусвілл (англ. Titusville) — місто (англ. city) в США, в окрузі Кроуфорд штату Пенсільванія. Населення — 5262 особи (2020).

## Географія
Тітусвілл розташований за координатами 41°37′38″ пн. ш. 79°40′11″ зх. д. / 41.62722° пн. ш. 79.66972° зх. д. (41.627280, -79.669849).  За даними Бюро перепису населення США в 2010 році місто мало площу 7,51 км², уся площа — суходіл.

## Демографія
Згідно з переписом 2010 року, у місті мешкала 5601 особа в 2322 домогосподарствах у складі 1337 родин. Густота населення становила 746 осіб/км².  Було 2615 помешкань (348/км²).
Расовий склад населення:
| - 95,9 % — білих - 1,8 % — чорних або афроамериканців - 0,7 % — азіатів - 0,3 % — корінних американців |

До двох чи більше рас належало 1,1 %. Частка іспаномовних становила 1,2 % від усіх жителів.
За віковим діапазоном населення розподілялося таким чином: 21,8 % — особи молодші 18 років, 58,3 % — особи у віці 18—64 років, 19,9 % — особи у віці 65 років та старші. Медіана віку мешканця становила 40,1 року. На 100 осіб жіночої статі у місті припадало 84,8 чоловіків;  на 100 жінок у віці від 18 років та старших — 79,0 чоловіків також старших 18 років.
Середній дохід на одне домашнє господарство  становив 44 389 доларів США (медіана — 28 534), а середній дохід на одну сім'ю — 53 103 долари (медіана — 38 091). Медіана доходів становила 37 130 доларів для чоловіків та 30 521 долар для жінок. За межею бідності перебувало 31,2 % осіб, у тому числі 50,5 % дітей у віці до 18 років та 13,4 % осіб у віці 65 років та старших.
Цивільне працевлаштоване населення становило 1874 особи. Основні галузі зайнятості: освіта, охорона здоров'я та соціальна допомога — 26,1 %, виробництво — 22,6 %, роздрібна торгівля — 13,8 %, мистецтво, розваги та відпочинок — 11,2 %.

## Історія
Ця територія була вперше заселена в 1796 році Джонатаном Тітусом. Протягом 14 років інші купили та поліпшили землю, що лежить неподалік від нього, вздовж берегів того, що зараз називається Ойл-Крік. Тітус назвав село Единбург, але в міру того, як воно розрослося, поселенці почали називати хутір Тітусвілл. Село було зареєстровано як район у 1849 році. Це було повільно зростаючою громадою до 1850-х років, коли в регіоні було виявлено нафту.
У 1857 р. «Pennsylvania Rock Oil Company» найняла одного зі своїх дрібних акціонерів залізничника Едвіна Дрейка для пошуків перспективних ділянок нафтовидобутку. Для збільшення авторитету компанії й сприяння місцевої влади у супровідних документах він був названий полковником Дрейком (з цим «міфічним» званням він увійшов у світову історію нафтовидобутку). У грудні він прибув у невеличке селище лісорубів Тайтусвіль, що на північному заході Пенсильванії, дослідив місцеві околиці й зареєстрував на ім’я компанії ділянку в двох милях від селища вниз за течією річки Сіл-Крік. 

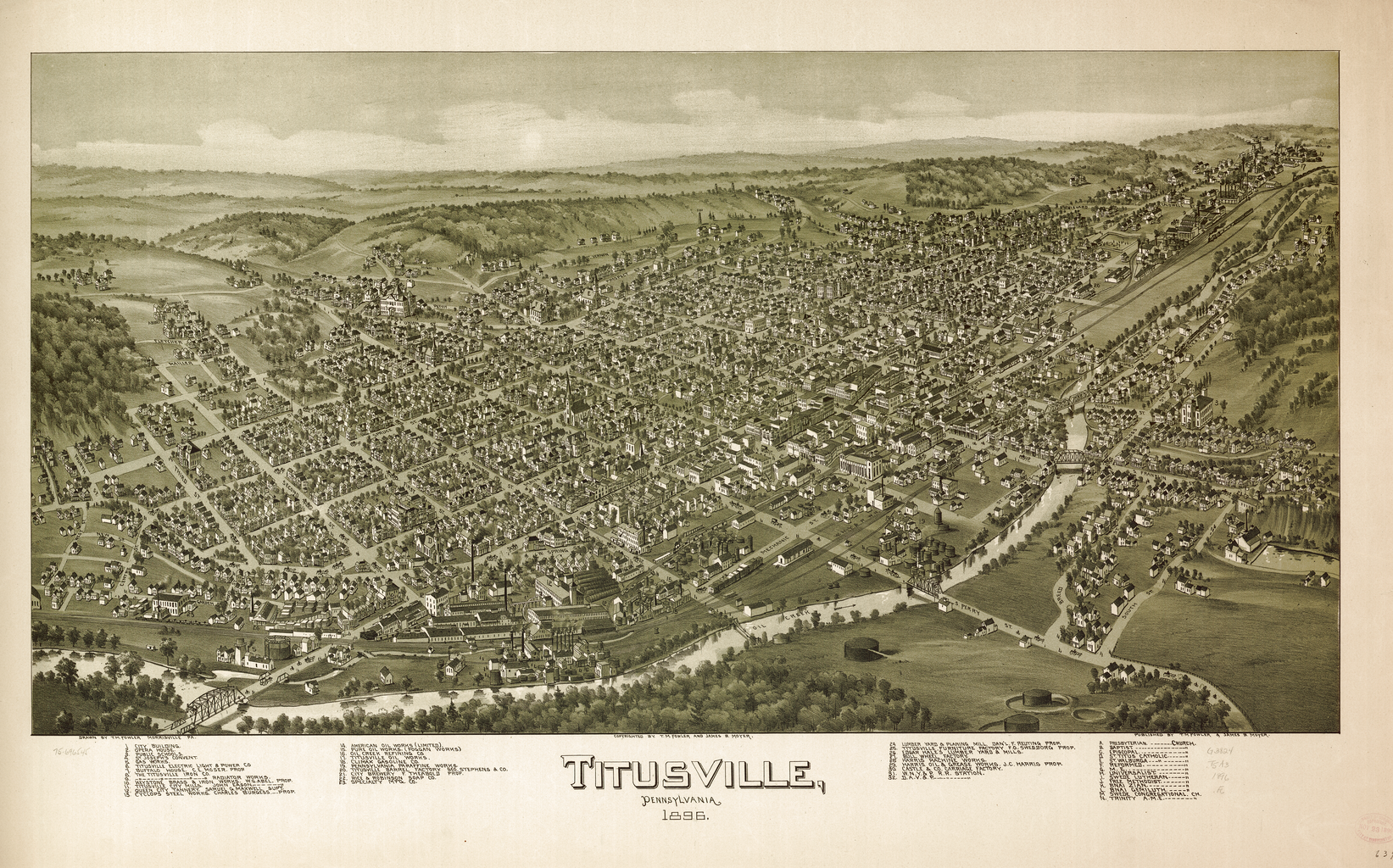
Тітусвіль зображений на зображенні Тадеуса Мортімера Фаулера 1896 року

Навесні 1858 р. Дрейк як генеральний представник вже «Сенека ойл» (перезаснована «Pennsylvania Rock Oil Company») прибув у Тайтусвіль і розпочав пошукові роботи. Спершу копали розвідувальні шурфи (колодязі), які не дали бажаних результатів. На отримані від інвесторів гроші за досвідом соляних промислів було змонтовано паровий двигун і бурове обладнання. Буріння розпочали лише наступної весни. Досвіду не було, довго шукали спеціаліста-бурильника (найняли слюсаря А. Сміта), довіра до справи була мінімальна, впертого Дрейка робітники вважали божевільним.  Буріння йшло важко, на глибині близько 5 м стінки свердловини почали змикатися і для їх утримання Дрейк вирішив забивати труби (чим винайшов і вперше успішно застосував спосіб буріння з обсадними трубами). Наприкінці серпня 1859 р. керівництво компанії втратило останню надію й відправило листа й грошовий чек для закриття робіт. Цей лист надійшов на другий день після того, як нафта Америки була відкрита! 27 серпня бур провалився в пустий простір на глибині близько 21 м, а наступного ранку на поверхню почала прибувати нафта. Прилаштувавши до свердловини ручну помпу робітники почали викачувати нафту, наповнюючи різноманітні бочки, бутилі та інші ємності. Те, що багатьом здавалося фантастикою, виявилось можливим. Новина майже миттєво розійшлася округою й спричинила початок нафтової лихоманки, багато в чому схожої на золоту лихоманку в Каліфорнії. Маленький Тайтусвіль почав швидке зростання, утворюючи перший американський центр нафтовидобутку.
Едвін Дрейк став визнаним авторитетом у нафтовидобувній галузі, пізніше – першим маклером на Нью-Йоркській фондовій біржі, що спеціалізувалася на акціях нафтовидобувних компаній, проте збанкрутував і закінчив життя майже жебраком. 
Організатор і «двигун» справи Дж. Біссел, взявши великі позики, зміг скупити найбільші ділянки навколо Тайтусвіля і виграв, став одним з найбагатших людей Америки. Банкір Дж. Таунсенд, який ризиковано фінансував проєкт у найбільш важкі часи, не отримав такої щасливої вдачі й вважав себе несправедливо обділеним.
Вже 1860 р. вздовж Сіл-Крік утворився Нафтовий район де діяло 75 свердловин і 15 установок для переробки сирої нафти на гас, загальний видобуток у цьому році склав 450 тис. барелів. У 1861 р. бурильники вперше натрапили на геологічні умови нафтових «фонтанів» (фонтануючих свердловин), що різко збільшило масштаби видобутку. У 1862 р. він досяг 3 млн. барелів.